# Casa consistorial de Elche
La Casa consistorial de Elche (España) es un edificio histórico de carácter administrativo situado en la Plaça de Baix, en el centro de la ciudad. Data del siglo XV y es uno de los más antiguos del sur de la Comunidad Valenciana. Junto a la Lonja, domina la plaza de Baix, situada en pleno centro de la ciudad vieja.
El núcleo original del edificio es la Torre del Consejo, que se construyó entre 1441 y 1444, dirigido por el maestro Beiam. Antaño, la torre estaba integrada en la muralla de la ciudad, y su portal servía de lugar de paso entre la plaza de Baix y el Mercado. En 1548 Sebastián Alcaràs convirtió tanto la Torre y la Lonja adjunta en un solo palacio de estilo renacentista., con una sala de consejos abierta al exterior por dos huecos aristados y coronados por un dintel con decoración escultórica (una composición similar a las ventanas del Colegio de Santo Domingo de Orihuela). En esta reforma de Alcaràs también se realizaron el palco superior de arcos de medio punto sobre pilares, en la forma en que en aquellos momentos se estaba haciendo en otros edificios públicos valencianos, como la Casa Consistorial de Alzira o el Hospital de Xàtiva, y la escalera de caracol en el interior. El último cambio hecho fue en 1645 cuando se construyó el ala de levante, dejando así la Torre en el centro del edificio.

## Descripción
El ayuntamiento queda, por tanto, dividido entre dos estilos: el gótico valenciano de la lonja y el de planta cuadrada de la torre; y el renacentista de la fachada. La fachada es muy sombría, y consta sólo de dos ventanas a izquierda y derecha, sobre un portal en forma de arco más amplio. Al final de todo hay una serie de arcos pequeños que corren de lado a lado de la torre.